# 共引用分析

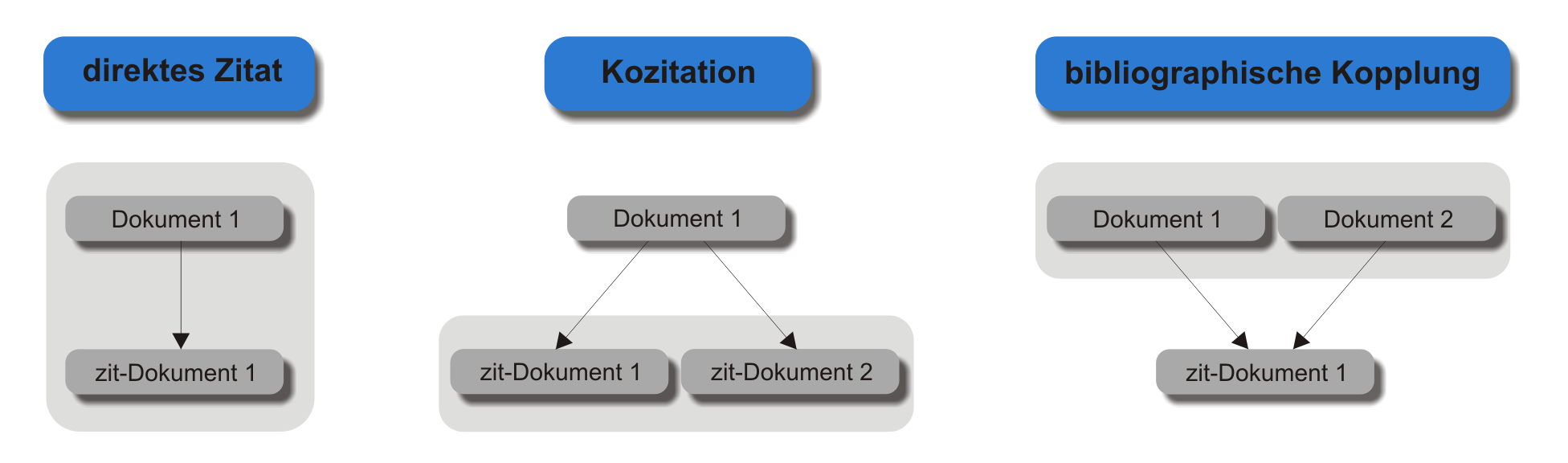
【左】引用：記事Aが記事Bを引用している。
【中央】共引用：2つの記事AとBが、1つの記事Cで一緒に引用されている。
【右】書誌結合：2つの記事AとBが、共通の記事Cを引用している。

共引用分析（きょういんようぶんせき）とは、引用分析を利用して2つの文献が同時に他の1つの文献から引用されている状況を分析する方法である。文献間の関連性を見るための視点、または尺度の1つとされる。

## 概要
「共引用」とは、ある文献がそれ以前の2つの文献を同時に引用している状態のことである。この状態について、客観的なデータが収集できる点に特徴がある引用分析を利用して分析することが、共引用分析である。
共引用分析は1973年にヘンリー・スモールが提唱した。スモールの方法は文献の主題内容を実際に利用されている内容から把握しようとするもので、同一文献であっても著者によって利用する内容が異なる可能性と、時間の経過と共に利用される内容があてられる部分が変わる可能性を想定したものである。この研究は、従来の計量書誌学の研究の枠組を大きく超越するもので、専門知識そのものを対象としてその特質を明らかにしょうとしている。
共引用分析では、関係性を計測したい文献を引用する文献に注目する。例えば2つの文献があり、それぞれが別の文献から引用されているとしたとき、その共通部分に着目して、2つの文献の関係性を計測するのである。この共引用数が多ければ多いほど、文献の引用頻度も高いことになり、文献間の主題関係が密接であるとされるので、通時的に共引用関係を調べることにより、専門領域の展開状況を把握することが可能となる。また先行研究を引用する側（後続研究）における知識の活用パターンに注目して関係性を計測しているので、例えばある論文群が後続研究から共引用されている場合、その論文群が何らかの共通性を有していると考えるのは、論文の引用という行動から見ても妥当である。
共引用関係にある文献のもつ科学知識・理論に着目することにより、知識構造の把握と文献を構成要素とする専門領域の同定が可能となるので、共引用分析は図書館情報学のみならず、科学社会学や知識社会学においても用いられている。ただし被引用の情報を用いるという特徴から、一定数の被引用を得ている文献にしか適用できない。また論文が発表されてから引用されるまでのラグの存在により、出版年が若い論文間の関係性を過小評価する傾向があることに注意を要する。